# Maison Levanneur

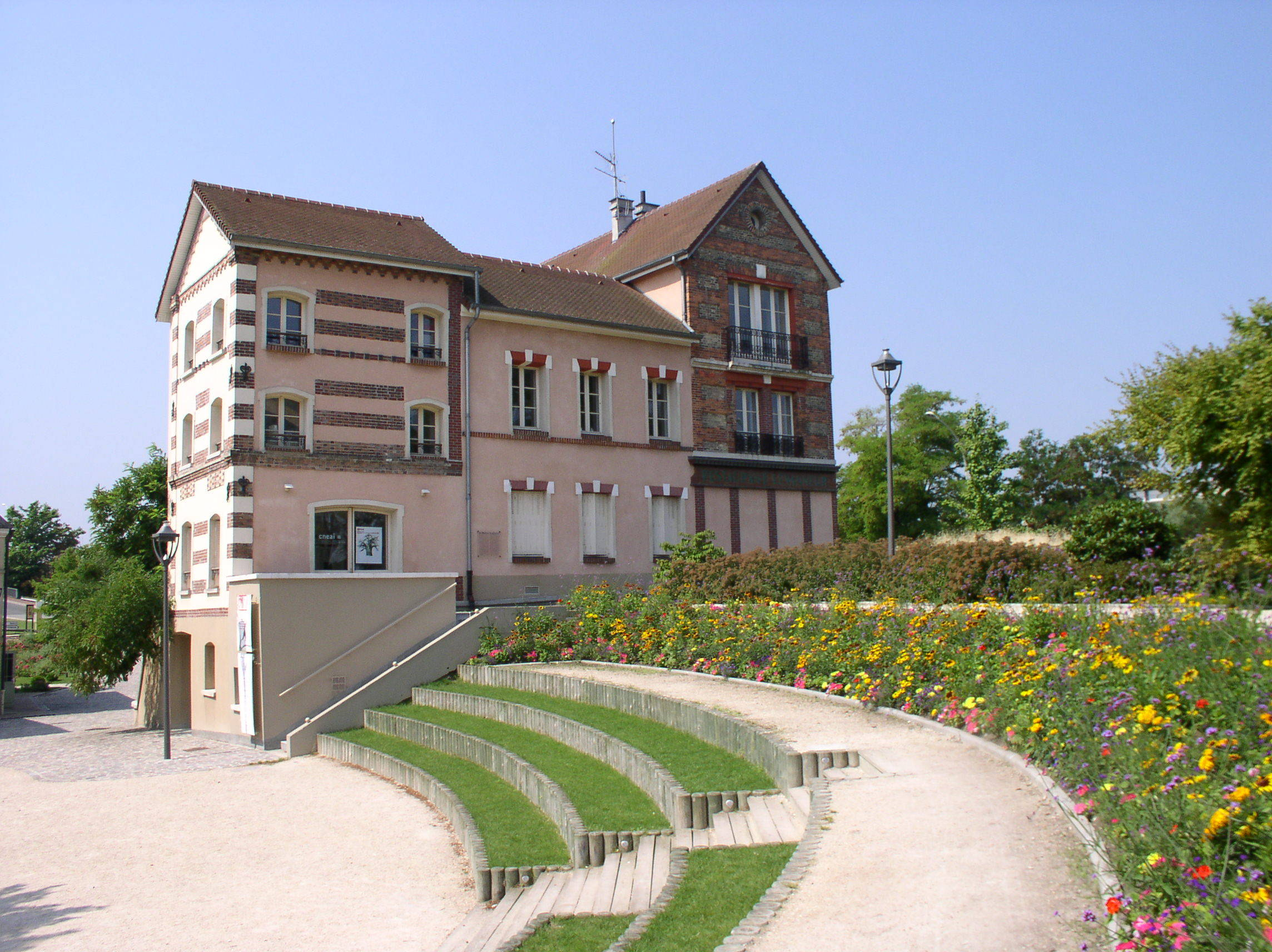
La maison Levanneur en 2007.

La Maison Levanneur est un bâtiment située sur l'Île des Impressionnistes à Chatou dans le hameau Fournaise, face à la Maison Fournaise. Jusqu'en 2017, elle abrite le Centre national édition art image (CNEAI).

## Histoire
La Maison Levanneur est le fruit de reconstructions multiples. Impulsé par Henri Léonard Jean Baptiste Bertin, dernier seigneur de la ville, l'édifice original a été construit en 1775 : c'était initialement une maison de pêcheur habitée par Pierre Etienne Levanneur. Au cours des siècles, le bâtiment a subi de nombreuses transformations, agrandissements et rehaussements. Vers 1830, la Maison Levanneur développe un restaurant et un bar pour accueillir les promeneurs et les parisiens venant profiter du calme de l'île. Une partie du bâtiment est ensuite aménagé pour recevoir des locataires. Les chambres meublées sont souvent louées par des artistes. En 1887, à la mort de Monsieur Marcault, alors propriétaire des lieux, l'attractivité de la Maison Levanneur décline et le bâtiment tombe rapidement à l'abandon.

### Les Impressionnistes
En 1900, alors que les bâtiments commencent à se dégrader, Derain et Vlaminck qui viennent de se rencontrer louent au père Levanneur une salle abandonnée. Ils y installent leur atelier. Parcourant l’Ile et les berges de Seine, c’est là qu’ils réalisent leurs premiers tableaux. Désargentés, ils occupent l’atelier qu’ils chauffent en faisant brûler les chaises inutilisées du restaurant. De nombreux amis et jeunes filles viennent leur rendre visite. Ils redonnent vie pour un temps à la maison qui devient le berceau d’un nouveau courant pictural, le Fauvisme.

### La Maison Levanneur aujourd'hui
Jusqu'en 1936, la Maison Levanneur reste habitée, même si son état se détériore rapidement. En 1991, la maison, alors désaffectée, est rachetée par la ville de Chatou qui réhabilite les espaces. De 1997 à 2017, à l'initiative de la ville et du ministère de la culture, le Cneai - un centre national d'art contemporain consacré à l'édition et aux arts imprimés - y est installé. Celui-ci est ensuite remplacé en janvier 2018 par une galerie d'art contemporain, la Galerie Bessières. Un pôle lié à l'art et au patrimoine est ainsi maintenu, la Maison Levanneur étant voisine du Musée Fournaise et d'un espace d'exposition en plein air où se tient chaque année, entre autres manifestations, le Grand Marché de l'Art Contemporain.
Depuis 2018, la Maison Levanneur accueille une galerie d'art contemporain la Galerie Bessieres qui expose des artistes internationaux dont entre autres Shawn Huckins, Stephen Ormandy ou Christopher Kuhn,.